# Chris Paling
Chris Paling (Derby, 1956 – Hove, 5 febbraio 2024) è stato uno scrittore e sceneggiatore britannico.

## Biografia
Laureato in sociologia all'Università del Sussex, lavorò negli anni '80 e '90 principalmente come autore e produttore radiofonico per la BBC Radio (condusse anche un programma intitolato Way Station). Autore di numerosissime fiction BBC, alla soglia dei quarant'anni intraprese, con successo, anche la carriera di scrittore. Tra i più famosi libri (ancora non tradotti in italiano) spiccano Deserters, The silent sentry, The repentant morning e Minding. Il pittore che visse due volte fu il suo primo romanzo ad essere tradotto in italiano nel 2010.

## Vita privata
Visse a Brighton, con la moglie Julie e i due figli Thomas e Sarah.

## Opere
- After the Raid (1995, un accurato studio, in tempo di guerra, dell'impatto della stessa sulla mente di un soldato[4])
- Deserters (1996)
- Morning All Day (1997)
- The Silent Sentry (1999, parla di un produttore radiofonico che impazzisce)
- Newton's Swing (2000, un thriller a sfondo politico)
- The Repentant Morning (2003, ambientato tra Londra e Spagna nel 1936)
- A Town by the Sea (2005)
- Minding (2007, nominato per il "Mind book of the year")
- Il pittore che visse due volte (2010, un giallo-storico)